# Raión de Onufrivka
Onufrivka (en ucraniano: Онуфріївський район) es un raión o distrito de Ucrania en el óblast de Kirovogrado. 
Comprende una superficie de 889 km².
La capital es la ciudad de Onufrivka.

## Demografía
Según estimación 2010 contaba con una población total de 21757 habitantes.

## Otros datos
El código KOATUU es 3524600000. El código postal 28100 y el prefijo telefónico +380 5238.